# Xi1 Canis Majoris
Xi¹ Canis Majoris (ξ¹ CMa / ξ¹ Canis Majoris) è una stella della costellazione del Cane Maggiore. Dista 1370 anni luce dal sistema solare ed è di magnitudine apparente 4,34, sebbene essendo una variabile Beta Cephei questa varia da 4,33 a 4,36 nel periodo di 0,21 giorni.

## Osservazione
Si tratta di una stella situata nell'emisfero celeste australe; grazie alla sua posizione non fortemente australe, può essere osservata dalla gran parte delle regioni della Terra, sebbene gli osservatori dell'emisfero sud siano più avvantaggiati. Nei pressi dell'Antartide appare circumpolare, mentre resta sempre invisibile solo in prossimità del circolo polare artico. La sua magnitudine pari a 4,3 fa sì che possa essere scorta solo con un cielo sufficientemente libero dagli effetti dell'inquinamento luminoso.
Il periodo migliore per la sua osservazione nel cielo serale ricade nei mesi compresi fra dicembre e maggio; nell'emisfero sud è visibile anche all'inizio dell'inverno, grazie alla declinazione australe della stella, mentre nell'emisfero nord può essere osservata limitatamente durante i mesi della tarda estate boreale.

## Caratteristiche fisiche
La stella è una gigante blu di tipo spettrale B1III, o come pubblicato da altri studi, una subgigante di classe B0.7IV. Ha una massa stimata in 13,7 volte quella del Sole e con un'età di circa 15 milioni di anni sta già terminando l'idrogeno nel nucleo da convertire in elio. In futuro il suo raggio, ora 7 volte quello del Sole, aumenterà considerevolmente diventando una supergigante rossa ed entrando nell'ultima fase della sua esistenza.